# Sở Bình vương
Sở Bình vương (chữ Hán: 楚平王; trị vì: 528 TCN-516 TCN), nguyên tên thật là Hùng Khí Tật (熊弃疾), sau khi lên ngôi đổi là Hùng Cư (熊居) hay Mị Cư (羋居), là vị vua thứ 31 của nước Sở – chư hầu nhà Chu trong lịch sử Trung Quốc.
Ngoài ngôi vị vua nước Sở, ông cũng từng cai quản hai nước Trần và Sái trong thời gian nước Sở chiếm đóng 2 nước nhưng thường không được công nhận là vua chính thức của hai nước này.
Khí Tật là con nhỏ của Sở Cung vương, vị vua thứ 26 của nước Sở, và là em của Sở Khang vương, Sở Linh vương và Sở vương Bỉ, tương ứng là các vị vua thứ 27, 29 và 30 của nước Sở.

## Thời Khang vương và Linh vương
Khi Cung vương còn sống, Hùng Khí Tật vẫn ít tuổi. Ông bắt đầu tham dự chính trường nước Sở từ thời Linh vương – người cướp ngôi của con Khang vương (anh cả) là Giáp Ngao năm 541 TCN.
Năm 534 TCN, nước Trần có loạn, các công tử tranh nhau ngôi vua, thế tử Yển Sư bị giết. Sở Linh vương nghe tin bèn sai công tử Khí Tật mang quân đánh nước Trần, với danh nghĩa giúp con công tử Yển Sư là Công Tôn Ngô để diệt vua mới nước Trần là Trần Lưu.
Trước sức tấn công của Khí Tật, Trần Lưu bỏ chạy sang nước Trịnh. Tháng 9 năm đó công tử Khí Tật nước Sở tiến vào đánh chiếm nước Trần. Sở Linh vương diệt nước Trần, biến thành ấp nước Sở. Sử ký chép Sở Linh vương phong Khí Tật làm Trần công cai trị nước Trần, còn Tả truyện ghi người được giao trị đất Trần là Xuyên Phong Thú.
Năm 533 TCN, công tử Khí Tật theo lệnh của Sở Linh vương, đi thiên đô nước Hứa sang đất Di.
Sở Linh vương lại muốn can thiệp vào nước Sái, do việc Sái Linh hầu giết cha cướp ngôi. Năm 531 TCN, Sở Linh vương dụ Sái Linh hầu đến hội ở đất Thân rồi giết chết, sau đó lại phái công tử Khí Tật mang quân đánh nước Sái. Thế tử Ẩn nước Sái cố thủ trong thành. Tháng 11 năm đó, Khí Tật hạ được nước Sái, giết thế tử Ẩn, diệt nước Sái, được Sở Linh vương lệnh làm Sái công cai trị đất Sái.

## Giết 3 anh giành ngôi
Sở Linh vương muốn làm bá chủ, dùng binh liên miên khiến người trong nước oán thán. Người các nước Trần, Sái bị diệt cũng muốn phục quốc.
Năm 530 TCN, nhân lúc Sở Linh vương đi đánh nước Từ, quân lính bị khổ ải vì thời tiết lạnh giá và oán hận, Sái công Khí Tật cùng 2 người anh là công tử Bỉ, công tử Hắc Quang định làm chính biến để lập công tử Bỉ làm vua. Một người phục vụ cho Linh vương, vốn là người nước Sái từng có thù với Linh vương là Quan Tòng có ý định khôi phục nước Sái, bèn bàn với Sái công Khí Tật, sẽ giúp Khí Tật lật đổ Sở Linh vương nếu Khí Tật trả lại nước Sái. Khí Tật đồng tình.
Ba công tử Bỉ, Hắc Quang và Khí Tật dựa vào quân nước Sái, nước Trần cũ, hẹn phục quốc cho họ, lại huy động các họ quý tộc nước Sở ở Bất Lang, đất Diệp và quân nước Hứa để cùng đánh vào Sính đô. Quân Trần và quân Sái hăng hái giúp Sái công Khí Tật đánh thành. Tướng nước Sở là Chính Bộc ngả theo phe công tử Bỉ, bèn giết chết thái tử Lộc và người con thứ của Sở Linh vương là công tử Bãi Dịch.
Sính đô bị hạ, công tử Bỉ được tôn làm vua mới, tức là Sở vương Bỉ, phong Hắc Quang làm Lệnh doãn, Khí Tật làm Tư mã. Vua Sở mới sai Quan Tòng đến Can Khê báo cho quân Sở Linh vương biết việc chính biến để dụ họ bỏ trốn. Quân Sở nghe trong nước có biến, lại oán Sở Linh vương, nên cùng nhau bỏ trốn. Không lâu sau đại quân Sở tan vỡ. Sở Linh vương đơn độc, biết không thể cứu vãn ngôi vua, bèn tự vẫn.
Biết ý Khí Tật có chí làm vua Sở, Quan Tòng khuyên Sở vương Bỉ giết ông, nhưng Sở vương Bỉ không nỡ. Quan Tòng bèn bỏ đi.
Công tử Khí Tật muốn trừ nốt Sở vương Bỉ và công tử Hắc Quang để giành ngôi, bèn lập kế đánh lừa. Trong khi Sở vương Bỉ chưa biết tin tức của Sở Linh vương thì Khí Tật giả cách mang quân đi đánh Sở Linh vương. Nghe tin quân Linh vương đã tan rã, Khí Tật bèn bí mật quay trở về Sính đô, sai người chạy vào thành phao tin mình thua trận bị Sở Linh vương giết chết, vua cũ Linh vương sắp trở về.
Sở vương Bỉ quá kinh hãi, bèn cùng Lệnh doãn Hắc Quang tự vẫn. Công tử Khí Tật tiến vào Sính đô lên làm vua, tức là Sở Bình vương.

## Cai trị

### Hòa hiếu với chư hầu
Lên ngôi, Sở Bình vương liền khôi phục nước Sái và nước Trần như đã hứa, lập công tử Lư làm vua Sái mới, tức là Sái Bình hầu, lập Công Tôn Ngô làm vua Trần mới, tức là Trần Huệ công. Ngoài ra, ông còn cho 6 nước chư hầu nhỏ từng bị Sở Linh vương thiên sang Kinh Sơn được trở lại đất cũ. Do đó các chư hầu xung quanh đều tin phục nước Sở.
Sở Bình vương có người bầy tôi cũ ở nước Sái (khi còn làm Sái công) là Triều Ngô, khi lên làm Sở vương vẫn tin dùng Triều Ngô. Đại phu nước Sở là Phí Vô Cực ghen ghét Triều Ngô, bèn xúi giục các đại phu nước Sái đuổi Triều Ngô, Triều Ngô chạy sang nước Trịnh.
Năm 525 TCN, Ngô vương Liêu sai công tử Quang đi đánh Sở. Sở Bình vương sai tướng Tử Ngư ra trận. Hai bên gặp nhau ở đất Trường Ngạn. Tử Ngư tử trận, nhưng quân Sở vẫn hăng hái đánh trận, đánh bại quân Ngô, đoạt được thuyền Dư Hoàng to lớn của Ngô vương giao cho công tử Quang. Công tử Quang bèn nhân đêm tối đến tập tích cướp lại được thuyền mang về.
Năm 524 TCN, theo đề nghị của Tả doãn là vương tử Thắng, Sở Bình vương thiên đô nước Hứa sang ấp Bạch Vũ thuộc nước Sở, đưa nước Hứa vào kiểm soát nội thuộc để xa ảnh hưởng của nước Trịnh.
Nghe lời Lệnh doãn Tử Hà, Sở Bình vương thả em vua Ngô là Quệ Do bị Sở Linh vương bắt khi sang sứ quân Sở năm 536 TCN, cho về nước. Ông bớt việc chiến tranh, lo xây thành Châu Lai phòng thủ; nhưng lại thích hưởng thụ, xây cất nhiều cung điện khiến tốn kém của cải trong nước.

### Hiềm khích trong nhà
Sở Bình vương có người con lớn là Hùng Kiến, đã lập làm thái tử, sai Ngũ Xa làm thái phó, Phí Vô Cực làm thiếu phó. Trong khi Ngũ Xa trung thành thì Phí Vô Cực không được lòng thái tử Kiến, nên quay sang gièm pha thái tử với Sở Bình vương.
Năm 528 TCN, Sở Bình vương sai Phí Vô Cực sang nước Tần xin lấy con gái Tần Ai công làm vợ thái tử Kiến. Tần Ai công bằng lòng. Phí Vô Cực trở về báo với Sở Bình vương rằng con gái vua Tần rất đẹp. Ông bèn đón luôn con gái Tần Ai công về lấy làm vợ, không cho lấy thái tử Kiến, và cùng người đó sinh ra con thứ là Hùng Trân.
Năm 525 TCN, Phí Vô Cực ghét thái tử Kiến và Ngũ Xa, bèn tìm cách làm hại. Vô Cực nói với Sở Bình vương rằng thái tử Kiến và Ngũ Xa định hô hào dân trong ngoài kinh thành và mượn quân các nước Trịnh, Tống, Tề để làm phản. Sở Bình vương tin tưởng Vô Cực, bèn triệu ngay Ngũ Xa về chất vấn. Ngũ Xa phê phán ông không nên tiếp tục mắc lầm lỗi (sau việc tranh vợ của con) mà tin lời gièm. Ông nổi giận, bắt giam Ngũ Xa và lệnh cho Tư mã Thành Phủ là Phấn Dương đi giết thái tử Kiến.
Phấn Dương không nỡ giết thái tử Kiến, một mặt mang quân lên đường, mặt khác cho người đi trước báo cho thái tử Kiến. Thái tử Kiến bèn bỏ trốn sang nước Tống. Phấn Dương tự trói mình đến chịu tội. Sau khi nghe Phấn Dương phân trần về lý do thả thái tử Kiến, ông bèn tha cho Phấn Dương, vì trước đây từng lệnh cho Dương phải trung thành với thái tử.
Phí Vô Cực cảnh báo Sở Bình vương về 2 người con Ngũ Xa rất có tài, nên dụ về giết đi. Ông nghe theo, bèn sai sứ đi triệu hai con Ngũ Xa là Ngũ Thượng và Ngũ Viên, giao hẹn nếu về thì thả Ngũ Xa. Ngũ Thượng khuyên em nên bỏ trốn tìm cách báo thù, còn mình trở về cho tròn đạo hiếu, vì Sở vương đã có lời giao hẹn. Ngũ Viên bỏ trốn sang nước Ngô, Ngũ Thượng trở về liền bị bắt rồi cùng Ngũ Xa bị Bình vương giết.
Năm 521 TCN, nước Tống có loạn họ Hoa, họ Hướng. Nước Tấn cầm đầu quân chư hầu sang đánh họ Hoa cứu Tống Nguyên công. Họ Hoa bị vây ở Nam Lý, sai người phá vây chạy sang nước Sở, cầu viện Sở Bình vương. Sở Bình vương sai Vỉ Việt mang quân cứu họ Hoa. Khi quân Sở lên đường, thái tể Phạm vội vào can ngăn, nhưng không kịp.
Nhưng tướng Vỉ Việt mang quân tới Nam Lý cũng dừng binh không giao tranh với quân chư hầu để giúp họ Hoa, thậm chí còn muốn đánh họ Hoa. Các chư hầu bàn nhau quyết định để Tống Nguyên công đuổi họ Hoa và họ Hướng đi, để vừa trừ họa cho nước Tống, vừa không mất lòng Sở Bình vương. Cuối cùng Hoa Hợi, Hướng Ninh cùng những người trong họ bỏ chạy lưu vong sang nước Sở. Sở Bình vương dung nạp họ.

### Chiến tranh với nước Ngô
Được vài năm, chiến tranh với nước Ngô – quốc gia có thù hằn với Sở nhiều đời – tái diễn. Năm 520 TCN, Ngô vương Liêu và công tử Quang mang quân sang đánh đất Châu Lai nước Sở. Sở Bình vương sai Vỉ Việt huy động các chư hầu Trần, Sái, Hứa, Trầm, Hồ, Đốn cùng cứu đất Châu Lai. Cùng lúc Lệnh doãn nước Sở là Tử Hạ vừa lâm bệnh qua đời khiến sĩ khí quân Sở suy giảm. Hai bên giao tranh tại đất Kê Phủ. Ngô vương theo kế công tử Quang, nhằm đánh vào cánh quân Trần, Hồ, Trầm. Quân 3 nước tan vỡ, vua nước Trầm và nước Hồ cùng tướng Hạ Khiết nước Trần bị quân Ngô bắt.
Quân mấy nước đó được quân Ngô thả về báo tin vua các nước Hồ, Trầm đã chết. Quân Sái, Hứa, Đốn rất hoang mang liền rút lui. Tướng Sở là Vỉ Việt cô thế đành rút lui nốt.
Sở Bình vương thấy Tử Hạ mất, bèn phong Nang Ngõa thay làm Lệnh doãn.
Năm 519 TCN, mẹ thái tử Kiến thấy con lưu vong ở Trịnh, bèn bỏ trốn đến đất Cức Dương và được Ngô vương Liêu sai người đón sang nước Ngô. Tướng Vỉ Việt đuổi theo không kịp, tự thấy mình có nhiều lỗi với Sở Bình vương, bèn tự sát.
Sỏ Bình vương quyết chí chống Ngô, sai Nang Ngõa đắp thành ở Sính đô. Sau đó ông lập ra đạo quân Chu sư để tấn công sang nước Ngô, lại liên kết với nước Việt cùng chống Ngô. Công tử Sương nước Việt và đại phu Tư Ngạn đón Sở Bình vương ở sông Dự Chương chúc mừng. Sở Bình vương cùng quân Sở và quân Việt thị uy đến đất Ngũ Dương thì quay về. Nhân lúc quân Sở không phòng bị, quân Ngô bèn tấn công hai nước phên giậu của Sở là nước Sào và nước Chung Ly, diệt hai nước này.
Cuối đời, Sở Bình vương tỏ ra bất lực trước sự lớn mạnh của nước Ngô. Ông cố huy động lực lượng đắp thành lũy cố thủ trong nước.
Năm 516 TCN, Sở Bình vương mất. Ông làm vua được 13 năm. Lệnh doãn Nang Ngõa muốn lập con lớn của Bình vương là Tử Tây lên ngôi. Nhưng Tử Tây không nhận, đề nghị lập con nhỏ của Bình vương là Hùng Trân – con người vợ chính của ông. Hùng Trân lên nối ngôi, tức là Sở Chiêu vương.

## Sau khi qua đời
Ngũ Viên báo thù Sở Bình vương, giục Ngô vương Hạp Lư đánh Sở. Con ông là Sở Chiêu vương thua trận phải chạy ra nước ngoài. Ngũ Viên đào mộ Sở Bình vương, lấy roi đánh xác ông để báo thù việc giết cha và anh trước đây. Sau này nước Sở phục quốc mới thu nhặt hài cốt của ông về hoàn táng.
Vợ thứ của ông, mẹ Chiêu vương, cũng bị Ngô vương Hạp Lư định chiếm đoạt trong lần chiếm đóng Sính đô.

## Gia đình
- Cha: Sở Cung vương
- Anh em:
  - Sở Khang vương
  - Sở Linh vương
  - Sở vương Bỉ
  - công tử Hắc Quang
- Vợ
  - Vân nữ (sinh thế tử Kiến)
  - Bá Doanh
- Con
  - Thế tử Kiến, do Vân nữ sinh, tự Tử Mộc
  - công tử Khải, tự Tử Lương, sau bị Bạch công giết
  - Công tử Chẩn, tức Sở Chiêu vương, do Bá Doanh sinh
  - Quý Mị (Bá Doanh sinh)

## Nhận định
Trong Sử Ký có viết: Bình Vương lập mưu lật đổ Linh Vương, một ông vua tàn bạo, thích chiến tranh coi như diệt được cái mầm họa cho nước Sở cũng như thiên hạ nhưng lại giết cả hai anh nên không tránh khỏi mang tiếng nhẫn tâm. Vua lên ngôi lúc hưng thịnh nên chỉ vui về đường thanh sắc, lại tin dùng kẻ nịnh thần, hại kẻ trung liệt lại cướp vợ của con như Vệ Tuyên Công thưở trước khiến cho nhiều người căm phẫn làm cho nước Sở suy đồi, sau này bị nước Ngô đánh bại.